# Monochoria

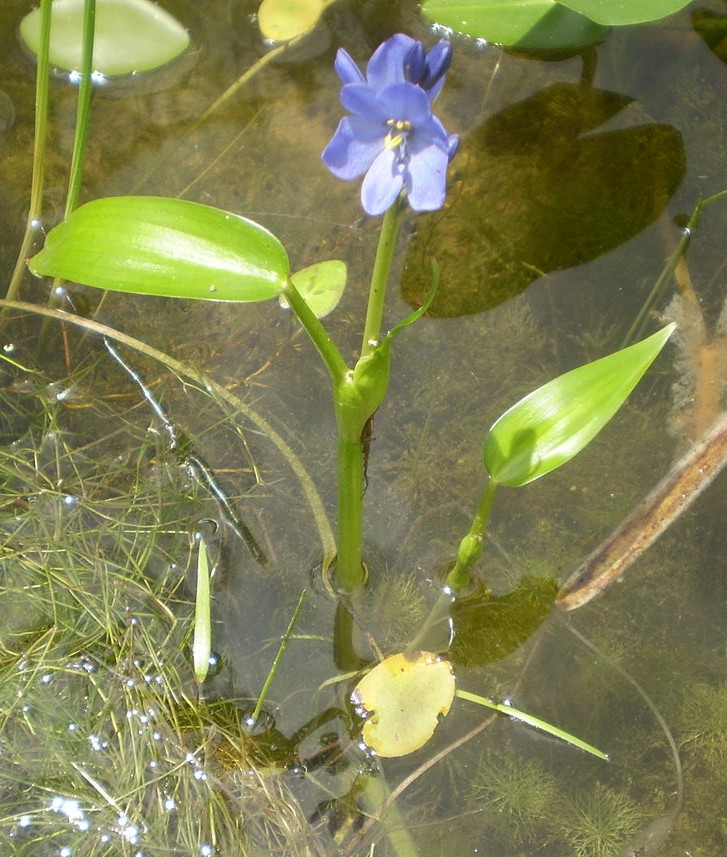
Monochoria korsakowii

Monochoria – rodzaj roślin wodnych z rodziny rozpławowatych (Pontederiaceae). Obejmuje 7 gatunków występujących w tropikach Afryki, Azji i Australii. Rosną zwykle w płytkich wodach stojących, w rowach i kanałach oraz na polach ryżowych. Liście niektórych gatunków są jadalne.

## Morfologia
PokrójZielne rośliny roczne lub wieloletnie, pływające w wodzie, płożące lub podnoszące się.
LiścieZanurzone, pływające i wznoszące się w powietrzu, od równowąskich po owalne lub strzałkowate.
KwiatyZebrane w wydłużony kwiatostan groniasty lub baldaszkowy. Okwiat niebieski, 6-listkowy, z listkami zrośniętymi tylko u nasady. Pręcików 6, różniących się wielkością i kolorem – 5 drobnych i żółtych, 1 okazały i niebieski. Zalążnia trójkomorowa, szyjka słupka długa.
OwoceTorebki zawierające liczne nasiona.

## Systematyka
Wykaz gatunków
- Monochoria africana (Solms) N.E.Br.
- Monochoria australasica Ridl.
- Monochoria brevipetiolata Verdc.
- Monochoria cyanea (F.Muell.) F.Muell.
- Monochoria hastata (L.) Solms
- Monochoria korsakowii Regel & Maack
- Monochoria vaginalis (Burm.f.) C.Presl